# Афанасьев, Николай Константинович
Никола́й Константи́нович Афана́сьев (11 августа 1965, Свердловск-44, РСФСР, СССР) — советский и российский легкоатлет-многоборец, выступал на всесоюзном и всероссийском уровнях в период 1980—2005 годов. Участник летних Олимпийских игр в Атланте, чемпион России в семиборье и десятиборье, победитель и призёр многих стартов республиканского и международного значения. На соревнованиях представлял Свердловскую область и Татарстан, мастер спорта международного класса.

## Биография
Николай Афанасьев родился 11 августа 1965 года в закрытом городе Свердловске-44 (ныне — город Новоуральск Свердловской области). Вырос в семье рабочих:
- отец — Константин Алексеевич — был плотником-столяром,
- мать — Людмила Павловна — работала инженером на Уральском электрохимическом комбинате.

В секции лёгкой атлетики оказался по наставлению старшего брата Григория, который в то время занимался прыжками в высоту. Серьёзно заниматься лёгкой атлетикой начал в возрасте четырнадцати лет под руководством заслуженного тренера Виктора Михайловича Майрыгина. Состоял в местном спортивном клубе «Кедр», позже переехал на постоянное жительство в Свердловск и присоединился к добровольному спортивному обществу «Трудовые резервы», обучался в свердловском Училище олимпийского резерва № 1.
Со своей основной дисциплиной определился не сразу. Так, в 1980 году он выступал на первенстве «Трудовых резервов» в Магнитогорске в прыжках в высоту и беге на 110 метров с барьерами, показав при этом довольно неплохие результаты. Со временем решил остановиться на многоборьях и в 1982 году вошёл в состав юниорской сборной Советского Союза. Год спустя принял участие в международных стартах социалистических стран «Дружба», выполнил норматив мастера спорта. Будучи студентом механического факультета Уральского политехнического института имени С. М. Кирова, выступил на летней Универсиаде в Японии. В 1986 году одержал победу на молодёжных соревнованиях в Болгарии, стал вторым на молодёжном чемпионате в Австрии.
В 1987 году вместе с советской командой выиграл матчевую встречу со сборной Германии, однако затем получил тяжёлую травму, перелом ключицы, и вынужден был пропустить из-за этого целых два сезона. В 1989 году вернулся в большой спорт, став лучшим на чемпионате РСФСР и на всесоюзной Универсиаде. Через год на зимнем чемпионате СССР в Минске завоевал в семиборье серебряную медаль, позже победил в матчевых встречах со сборными ГДР и США.
После распада Советского Союза вошёл в основной состав национальной сборной России и продолжил выступать на крупнейших международных стартах. В 1992 году на зимнем чемпионате страны в Волгограде выиграл серебряную медаль в семиборье, уступив только представителю Новосибирской области Андрею Чернявскому, и победил на международных соревнованиях в Милане. В 1994 году на прошедшем в Липецке чемпионате России по многоборьям добавил в послужной список ещё одну серебряную медаль, на сей раз проиграл Валерию Белоусову из Ставропольского края.
С 1995 года постоянно проживал в городе Нижнекамске и на соревнованиях представлял Татарстан, при этом состоял в Центре высшего спортивного мастерства при спортивном клубе «Нефтехимик». На всероссийских соревнованиях многоборцев в Челябинске был вторым позади ростовчанина Евгения Дудакова. Благодаря череде удачных выступлений удостоился права защищать честь страны на летних Олимпийских играх 1996 года в Атланте — набрал здесь всего 6711 очков и занял с этим результатом последнее 31 место десятиборья.
В 1999 году  с большим отрывом победил в семиборье на чемпионате России в помещении, выступил на Кубке Европы по легкоатлетическим многоборьям в Швеции — занял в десятиборье 25 место. Последний раз показал сколько-нибудь значимый результат на всероссийском уровне в сезоне 2001 года, когда на чемпионате России в Туле стал лучшим в десятиборье. Несмотря на победу, он не принял участия в последовавшем чемпионате мира в Эдмонтоне, так как первым номером сборной на тот момент являлся Лев Лободин, получивший освобождение от необходимости проходить отбор на всероссийском первенстве.
Карьеру профессионального спортсмена закончил в 2003 году. За выдающиеся спортивные достижения удостоен почётного звания «Мастер спорта России международного класса».